# 大串尚代
大串 尚代（おおぐし ひさよ、1971年2月20日 - ）は、日本のアメリカ文学者。慶應義塾大学文学部教授。

## 来歴・人物
1971年、滋賀県彦根市生まれ。三姉妹の次女として彦根・名古屋・東京で生まれ育つ。愛知県立明和高等学校、桐朋女子高等学校、慶應義塾大学文学部英米文学専攻（巽孝之ゼミの2期生）を卒業。
慶應義塾大学大学院文学研究科修士課程・後期博士課程英米文学専攻を修了。
「バビロン・シスターズ：リディア・マリア・チャイルドのアメリカン・ロマンスにおける捕囚、混淆、および越境する自己」で、博士（文学）の学位を取得。専門はアメリカ文学。2000年に慶應義塾大学文学部助手に就任後、お茶の水女子大学COE客員研究員、ブラウン大学アメリカ研究学部訪問研究員、ファイヴ・カレッジ女性学研究所研究員を経て、2006年准教授、2014年教授。
立教大学の非常勤講師も務める。
2022年、第5回西脇順三郎学術賞を受賞。
20世紀男性作家ポール・ボウルズ、19世紀女性作家リディア・マリア・チャイルドらを研究の中心に据え、ジェンダーやセクシュアリティの問題に取り組む。19世紀アメリカ女性作家の宗教的な思想系譜を研究する傍ら、「永遠性」「関係性」をキーワードに70年代以降の日本の少女漫画研究も行う。
プライベートでは、会社員の前夫と離婚後、哲学の研究をしていた翻訳家でソーシャルワーカー（精神保健福祉士）の現夫と再婚。2008年7月に長男を出産。

## 単著・共著
- 『ハイブリッド・ロマンス アメリカ文学にみる補囚と混淆の伝統』（松柏社） 2002.10
- 『立ちどまらない少女たち? <少女マンガ>的想像力のゆくえ』（松柏社） 2021
- 『ジェンダー×小説 ガイドブック 日本近現代文学の読み方』（飯田祐子, 小平麻衣子, 木村朗子, 内藤千珠子, 米村みゆき他共著、飯田祐子, 小平麻衣子共編、ひつじ書房） 2023.5　ISBN 978-4823411922

## 翻訳
- 『機械仕掛けの歌姫 19世紀フランスにおける女性・声・人造性』（フェリシア・ミラー・フランク、東洋書林） 2010.2
- 『仮面の陰に あるいは女の力』（ルイザ・メイ・オルコット、幻戯書房〈ルリユール叢書〉） 2021.3

## 論文
- <大串尚代